# Castello di Roccaferrara
Il castello di Roccaferrara era un maniero medievale, che sorgeva a monte di Roccaferrara Superiore, piccola frazione di Corniglio, in provincia di Parma.

## Storia
Il castello di Roccaferrara o Roccaferrata fu edificato in epoca medievale a presidio dell'Alta val Parma; agli inizi del XIII secolo apparteneva ai da Cornazzano. Nel 1210 Armanno di Uberto da Cornazzano lo alienò al vescovo di Parma Obizzo Fieschi.
Nel 1355 il vescovo Ugolino de' Rossi cedette per debiti i feudi episcopali di Roccaferrara, Corniglio, Roccaprebalza e Corniana al nipote Giacomo e al pronipote Bertrando, ma l'effettiva consegna avvenne solo quindici anni dopo.
Nel 1400 il papa Bonifacio IX confermò ai fratelli Giacomo, Pietro e Giovanni de' Rossi l'investitura sul castello di Roccaferrara. Nel 1448 il vescovo di Parma Delfino della Pergola tentò di rientrare in possesso di Roccaferrara, Corniglio e altri castelli un tempo appartenuti alla diocesi, minacciando di scomunica Pier Maria II de' Rossi, ma alla fine fu costretto a rinunciarvi.
Nel 1464 Pier Maria II destinò nel testamento numerosi feudi appenninici, tra cui Corniglio con Roccaferrara, al figlio Bernardo, che tuttavia morì solo quattro anni dopo; i due castelli furono quindi assegnati al figlio Guido, ma lo scoppio nel Parmense della guerra dei Rossi nel 1482 impedì la successione; infatti, solo pochi mesi dopo l'inizio degli scontri, il castellano Giannantonio da Felino tradì i Rossi e cedette senza combattimenti il maniero di Roccaferrara al conte Obietto Fieschi. Tuttavia, al termine della guerra nel 1483, Ludovico il Moro investì del feudo di Corniglio, comprendente anche Roccaferrara, Pietro Francesco Visconti di Saliceto.
Le terre furono successivamente assegnate al marchese Galeazzo Pallavicino, ma nel 1521 Filippo Maria de' Rossi, figlio di Guido, riuscì a rimpossessarsi del castello di Corniglio e delle sue pertinenze; alla sua morte, i beni passarono ai figli Camillo e Marsilio, ma quest'ultimo morì nel 1560.
Nel 1568 il vescovo di Parma Alessandro Sforza di Santa Fiora riuscì a recuperare alla diocesi il feudo di Corniglio con Roccaferrara; il duca di Parma Ottavio Farnese confermò l'investitura, ma stabilì che le terre fossero restituite ai Rossi nel momento in cui lo Sforza avesse terminato il suo mandato, come avvenne cinque anni dopo. Alla morte di Camillo nel 1573, Corniglio e Roccaferrara furono ereditati dal figlio legittimato Filippo Maria il giovane, che nel 1593 fu imprigionato al carcere della Rocchetta di Parma; tutti i suoi beni furono confiscati nel 1594 dal duca Ranuccio I Farnese e divennero possedimento della Camera ducale di Parma.
Il castello di Roccaferrara, abbandonato da tempo, cadde sempre più in declino, tanto che agli inizi del XIX secolo se ne conservavano solo alcuni resti, in seguito completamente scomparsi.